# La Roque-sur-Pernes
La Roque-sur-Pernes là một xã trong tỉnh Vaucluse thuộc vùng Provence-Alpes-Côte d’Azur ở đông nam nước Pháp. Xã này nằm ở khu vực có độ cao trung bình 290 mét trên mực nước biển.